# Grote Halstraat (Den Haag)

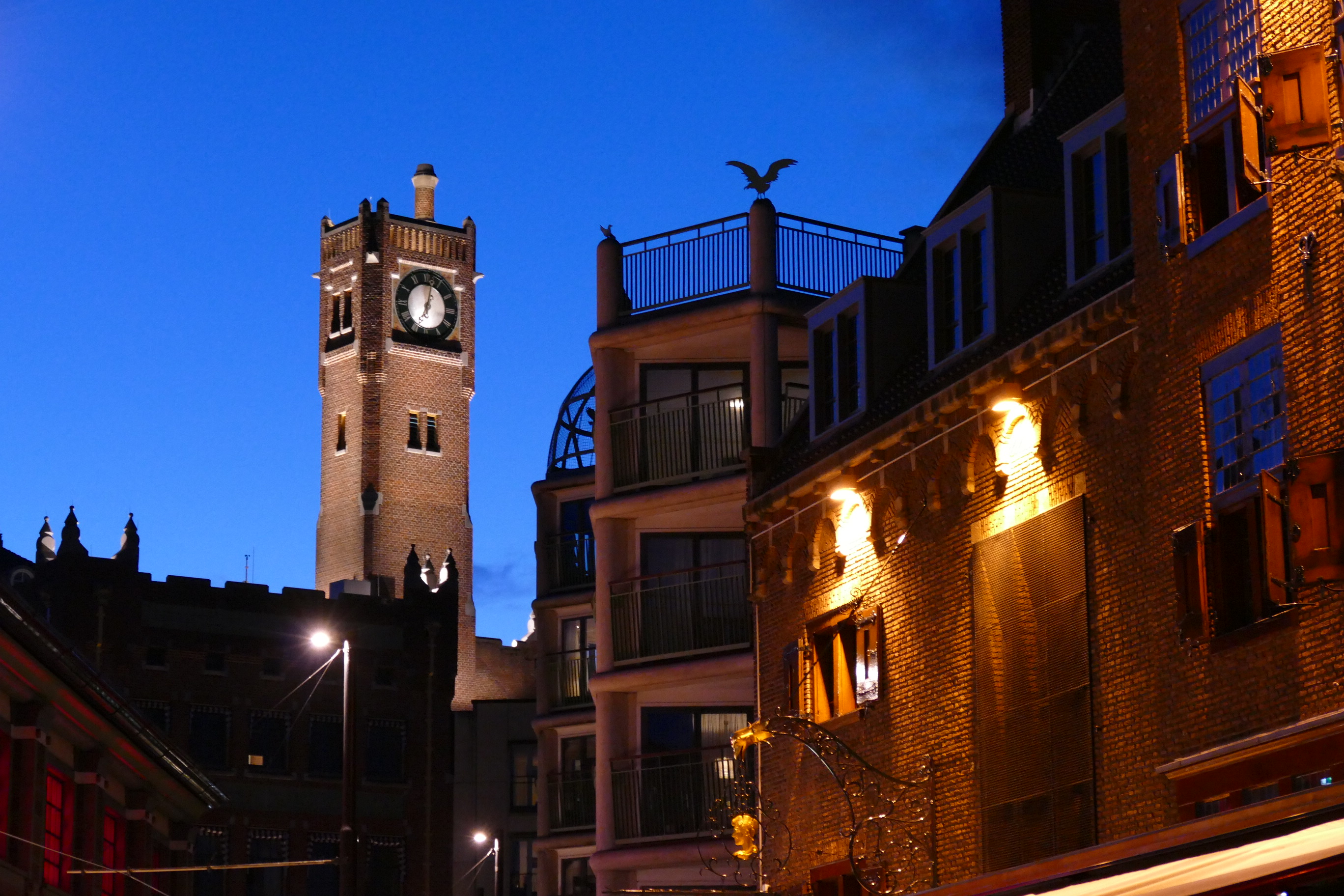
Grote Halstraat gezien richting het kantoor van Berlage.

De Grote Halstraat is een straat in Kortenbos, een buurt in het centrum van Den Haag. 

## Historie
De straat is vernoemd naar de eerste vleeshal, die in 1544 werd gebouwd op de hoek van de Hoogstraat en de Halstraat. Die was tot 1615 in gebruik, en verhuisde toen naar een voormalige kapel aan de overkant, waar nu winkelgebouw "De Snoeptrommel" staat. De oorspronkelijke naam was Gasthuissteegje. Pas na verbreding in 1882 kreeg de straat in hetzelfde jaar de huidige naam zodat het verschil met de kleinere Halstraat (meer een smalle steeg) duidelijk is.
De straat maakt deel uit van een autoluwe zone, maar dat was niet altijd zo. Decennia lang mocht men bijna overal rijden en parkeren in de binnenstad. Voor 't Goude Hooft lag zelfs een dubbel zebrapad, en er waren verkeerslichten.

## Bijzondere gebouwen
- Het oude stadhuis, uit 1564; dit heeft echter als adres Dagelijkse Groenmarkt 1.[3]
- Voormalig hoofdkantoor van De Nederlanden van 1845, ontworpen door architect Berlage en gebouwd in 1895. Het adres is echter Kerkplein 1, 2, en 3.[4]
- Hotel Restaurant 't Goude Hooft, de oudste herberg van Den Haag, dat reeds in 1423 werd genoemd, dat echter als adres Dagelijkse Groenmarkt 13 heeft.[5]
- Winkelpand De Snoeptrommel, Grote Halstraat 5, 7, 9, 13, 15,19 en 23. Geopend in 1998.[6]

## Trams
Pas in 1928 ging er een tram rijden door deze straat. Sinds 1880 reden er wel paardentrams langs, maar die reden, komende uit het Binnenhof, over de Dagelijkse Groenmarkt, en dan òf bij de Nieuwstraat rechtsaf naar en door de Prinsestraat, òf rechtdoor het Westeinde in. Vanaf 1906 werden dit de elektrische lijnen 3 & 4. In 1919 werd lijn 4 verlegd en nam lijn 13 (3e) de route hier over. In 1926 is deze lijn opgeheven. Lijn 3 was in 1928 de eerste die in één richting door de Grote Halstraat ging rijden. Dat zou tot 2003 zo blijven. Van 1932 tot 1943 reed lijn 3A ook door deze straat. Na 2003 reed lijn 17 er, gevolgd door lijn 16, en sinds 2022 wederom lijn 17. De Grote Halstraat is de krapste straat waar nu nog trams rijden; vroeger waren er veel meer. Ondanks die krapte is het traject geschikt voor RandstadRail. Het is een vaak gebruikte omleidingsroute.